# Copa Panamericana de Voleibol Femenino Sub-23 de 2014
La II Copa Panamericana de Voleibol Femenino Sub-23 se celebró del 5 al 13 de septiembre de 2014 en Ica, Perú. Las selecciones compitieron por cuatro cupos para el Campeonato Mundial de Voleibol Femenino Sub-23 de 2015.

## Equipos participantes
NORCECA (Confederación del Norte, Centroamérica y del Caribe):
- Trinidad y Tobago
- República Dominicana
- Costa Rica
- Cuba
- México

CSV (Confederación Sudamericana de Voleibol):
- Perú
- Argentina
- Colombia

## Grupos
| Grupo A           | Grupo B              |
| ----------------- | -------------------- |
| Perú              | Cuba                 |
| Argentina         | Colombia             |
| Trinidad y Tobago | Costa Rica           |
| México            | República Dominicana |

## Primera fase
Las horas indicadas corresponden al huso horario local del Perú (Tiempo del este): UTC-5

### Grupo A
- Sede: Coliseo Techado José Oliva Razzeto, Ica

     – Clasificado a semifinales y al Campeonato Mundial de Voleibol Femenino Sub-23 de 2015. 
     – Clasificado a cuartos de final.
     – Pasa a disputar las rondas de clasificación del 5.° al 8.° lugar.
|     |                   |     | Partidos | Partidos | Partidos | Sets | Sets | Sets  | Puntos | Puntos | Puntos |
| Pos | Equipo            | Pts | PJ       | PG       | PP       | SG   | SP   | Ratio | PG     | PP     | Ratio  |
| --- | ----------------- | --- | -------- | -------- | -------- | ---- | ---- | ----- | ------ | ------ | ------ |
| 1   | Perú              | 11  | 3        | 3        | 0        | 9    | 4    | 2.250 | 304    | 264    | 1.152  |
| 2   | Argentina         | 12  | 3        | 2        | 1        | 8    | 3    | 2.667 | 262    | 205    | 1.278  |
| 3   | México            | 7   | 3        | 1        | 2        | 5    | 6    | 0.833 | 236    | 235    | 1.004  |
| 4   | Trinidad y Tobago | 0   | 3        | 0        | 3        | 0    | 9    | 0.000 | 127    | 225    | 0.564  |

| Fecha           | Hora  | Partido           | Partido   | Partido           | Sets  | Sets  | Sets  | Sets  | Sets  | Puntuación total | Reporte |
| Fecha           | Hora  |                   | Resultado |                   | 1     | 2     | 3     | 4     | 5     | Puntuación total | Reporte |
| --------------- | ----- | ----------------- | --------- | ----------------- | ----- | ----- | ----- | ----- | ----- | ---------------- | ------- |
| 7 de septiembre | 16:30 | Argentina         | 3 – 0     | México            | 25-9  | 25-22 | 25-18 | -     | -     | 75 – 49          | P2 P3   |
| 7 de septiembre | 19:00 | Perú              | 3 – 0     | Trinidad y Tobago | 25-7  | 25-15 | 25-18 | -     | -     | 75 – 40          | P2 P3   |
| 8 de septiembre | 16:30 | Trinidad y Tobago | 0 – 3     | Argentina         | 14-25 | 10-25 | 16-25 | -     | -     | 40 – 75          | P2 P3   |
| 8 de septiembre | 19:00 | Perú              | 3 – 2     | México            | 22-25 | 25-23 | 23-25 | 25-23 | 18-16 | 113 – 112        | P2 P3   |
| 9 de septiembre | 16:30 | México            | 3 – 0     | Trinidad y Tobago | 25-17 | 25-13 | 25-17 | -     | -     | 75 – 47          | P2 P3   |
| 9 de septiembre | 19:00 | Perú              | 3 – 2     | Argentina         | 22-25 | 25-27 | 25-22 | 29-27 | 15-11 | 116 – 112        | P2 P3   |

### Grupo B
Sede: Coliseo Techado Mauro Mina, Chincha
     – Clasificado a semifinales. 
     – Clasificado a cuartos de final.
     – Pasa a disputar las rondas de clasificación del 5.° al 8.° lugar.
|     |                      |     | Partidos | Partidos | Partidos | Sets | Sets | Sets  | Puntos | Puntos | Puntos |
| Pos | Equipo               | Pts | PJ       | PG       | PP       | SG   | SP   | Ratio | PG     | PP     | Ratio  |
| --- | -------------------- | --- | -------- | -------- | -------- | ---- | ---- | ----- | ------ | ------ | ------ |
| 1   | Cuba                 | 15  | 3        | 3        | 0        | 9    | 0    | MAX   | 227    | 172    | 1.320  |
| 2   | Colombia             | 8   | 3        | 2        | 1        | 6    | 5    | 1.200 | 249    | 237    | 1.051  |
| 3   | República Dominicana | 7   | 3        | 1        | 2        | 5    | 6    | 0.833 | 242    | 220    | 1.100  |
| 4   | Costa Rica           | 0   | 3        | 0        | 3        | 0    | 9    | 0.000 | 136    | 225    | 0.604  |

| Fecha           | Hora  | Partido         | Partido   | Partido         | Sets  | Sets  | Sets  | Sets  | Sets | Puntuación total | Reporte |
| Fecha           | Hora  |                 | Resultado |                 | 1     | 2     | 3     | 4     | 5    | Puntuación total | Reporte |
| --------------- | ----- | --------------- | --------- | --------------- | ----- | ----- | ----- | ----- | ---- | ---------------- | ------- |
| 7 de septiembre | 17:00 | Cuba            | 3 – 0     | Colombia        | 25-20 | 25-23 | 25-22 | -     | -    | 75 – 65          | P2 P3   |
| 7 de septiembre | 19:00 | Costa Rica      | 0 – 3     | Rep. Dominicana | 8-25  | 13-25 | 13-25 | -     | -    | 34 – 75          | P2 P3   |
| 8 de septiembre | 17:00 | Colombia        | 3 – 2     | Rep. Dominicana | 20-25 | 25-19 | 22-25 | 27-25 | 15-6 | 109 – 100        | P2 P3   |
| 8 de septiembre | 19:00 | Cuba            | 3 – 0     | Costa Rica      | 25-10 | 25-15 | 25-15 | -     | -    | 75 – 40          | P2 P3   |
| 9 de septiembre | 17:00 | Colombia        | 3 – 0     | Costa Rica      | 25-23 | 25-21 | 25-18 | -     | -    | 75 – 62          | P2 P3   |
| 9 de septiembre | 19:00 | Rep. Dominicana | 0 – 3     | Cuba            | 25-27 | 23-25 | 19-25 | -     | -    | 67 – 77          | P2 P3   |

## Fase final

### Cuadro
|  | 5° y 6° lugar | 5° y 6° lugar     | 5° y 6° lugar |  |  | Semifinales 5°-8° lugar | Semifinales 5°-8° lugar | Semifinales 5°-8° lugar |  |  | Cuartos de final | Cuartos de final | Cuartos de final |  |  | Semifinales | Semifinales     | Semifinales |  |  | Final        | Final           | Final        |
|  |               |                   |               |  |  |                         |                         |                         |  |  |                  |                  |                  |  |  |             |                 |             |  |  |              |                 |              |
|  |               |                   |               |  |  | 4A                      | Trinidad y Tobago       | 0                       |  |  |                  |                  |                  |  |  | 1B          | Cuba            | 2           |  |  |              |                 |              |
|  |               |                   |               |  |  | 2A                      | Argentina               | 3                       |  |  | 2A               | Argentina        | 0                |  |  | 3B          | Rep. Dominicana | 3           |  |  |              |                 |              |
|  | 2A            | Argentina         | 2             |  |  |                         |                         |                         |  |  | 3B               | Rep. Dominicana  | 3                |  |  |             |                 |             |  |  | 3B           | Rep. Dominicana | 3            |
|  | 3A            | México            | 3             |  |  |                         |                         |                         |  |  |                  |                  |                  |  |  |             |                 |             |  |  | 2B           | Colombia        | 1            |
|  |               |                   |               |  |  | 4B                      | Costa Rica              | 0                       |  |  |                  |                  |                  |  |  | 1A          | Perú            | 1           |  |  |              |                 |              |
|  | 7° y 8° lugar | 7° y 8° lugar     | 7° y 8° lugar |  |  | 3A                      | México                  | 3                       |  |  | 2B               | Colombia         | 3                |  |  | 2B          | Colombia        | 3           |  |  | Tercer lugar | Tercer lugar    | Tercer lugar |
|  |               |                   |               |  |  |                         |                         |                         |  |  | 3A               | México           | 1                |  |  |             |                 |             |  |  |              |                 |              |
|  | 4A            | Trinidad y Tobago | 1             |  |  |                         |                         |                         |  |  |                  |                  |                  |  |  |             |                 |             |  |  | 1B           | Cuba            | 3            |
|  | 4B            | Costa Rica        | 3             |  |  |                         |                         |                         |  |  |                  |                  |                  |  |  |             |                 |             |  |  | 1A           | Perú            | 1            |

### Cuartos de final
| Fecha            | Hora  | Partido   | Partido   | Partido         | Set   | Set   | Set   | Set   | Set | Puntuación total | Reporte |
| Fecha            | Hora  |           | Resultado |                 | 1     | 2     | 3     | 4     | 5   | Puntuación total | Reporte |
| ---------------- | ----- | --------- | --------- | --------------- | ----- | ----- | ----- | ----- | --- | ---------------- | ------- |
| 11 de septiembre | 16:30 | Colombia  | 3 – 1     | México          | 21-25 | 25-23 | 27-25 | 25-17 | -   | 98 – 90          | P2 P3   |
| 11 de septiembre | 19:00 | Argentina | 0 – 3     | Rep. Dominicana | 17-25 | 18-25 | 17-25 | -     | -   | 52 – 75          | P2 P3   |

### Clasificación del 5.° al 8.° lugar
| Fecha            | Hora  | Partido           | Partido   | Partido   | Set   | Set   | Set   | Set | Set | Puntuación total | Reporte |
| Fecha            | Hora  |                   | Resultado |           | 1     | 2     | 3     | 4   | 5   | Puntuación total | Reporte |
| ---------------- | ----- | ----------------- | --------- | --------- | ----- | ----- | ----- | --- | --- | ---------------- | ------- |
| 12 de septiembre | 18:00 | Trinidad y Tobago | 0 – 3     | Argentina | 11-25 | 14-25 | 18-25 | -   | -   | 43 – 75          | P2 P3   |
| 12 de septiembre | 20:00 | Costa Rica        | 0 – 3     | México    | 12-25 | 18-25 | 18-25 | -   | -   | 48 – 75          | P2 P3   |

### Semifinales
| Fecha            | Hora  | Partido | Partido   | Partido         | Set   | Set   | Set   | Set   | Set   | Puntuación total | Reporte |
| Fecha            | Hora  |         | Resultado |                 | 1     | 2     | 3     | 4     | 5     | Puntuación total | Reporte |
| ---------------- | ----- | ------- | --------- | --------------- | ----- | ----- | ----- | ----- | ----- | ---------------- | ------- |
| 12 de septiembre | 16:30 | Cuba    | 2 – 3     | Rep. Dominicana | 25-18 | 25-23 | 24-26 | 22-25 | 12-15 | 108 – 107        | P2 P3   |
| 12 de septiembre | 19:00 | Perú    | 1 – 3     | Colombia        | 26-28 | 26-24 | 21-25 | 22-25 | -     | 95 – 102         | P2 P3   |

### Clasificación 7.° y 8.° lugar
| Fecha            | Hora  | Partido           | Partido   | Partido    | Set   | Set   | Set   | Set   | Set | Puntuación total | Reporte |
| Fecha            | Hora  |                   | Resultado |            | 1     | 2     | 3     | 4     | 5   | Puntuación total | Reporte |
| ---------------- | ----- | ----------------- | --------- | ---------- | ----- | ----- | ----- | ----- | --- | ---------------- | ------- |
| 13 de septiembre | 13:00 | Trinidad y Tobago | 1 – 3     | Costa Rica | 25-19 | 22-25 | 21-25 | 17-25 | -   | 85 – 94          | P2 P3   |

### Clasificación 5.° y 6.° lugar
| Fecha            | Hora  | Partido   | Partido   | Partido | Set   | Set   | Set   | Set   | Set   | Puntuación total | Reporte |
| Fecha            | Hora  |           | Resultado |         | 1     | 2     | 3     | 4     | 5     | Puntuación total | Reporte |
| ---------------- | ----- | --------- | --------- | ------- | ----- | ----- | ----- | ----- | ----- | ---------------- | ------- |
| 13 de septiembre | 15:30 | Argentina | 2 – 3     | México  | 20-25 | 25-16 | 25-23 | 23-25 | 13-15 | 106 – 104        | P2 P3   |

### Clasificación3.ery 4.° lugar
| Fecha            | Hora  | Partido | Partido   | Partido | Set   | Set   | Set   | Set   | Set | Puntuación total | Reporte |
| Fecha            | Hora  |         | Resultado |         | 1     | 2     | 3     | 4     | 5   | Puntuación total | Reporte |
| ---------------- | ----- | ------- | --------- | ------- | ----- | ----- | ----- | ----- | --- | ---------------- | ------- |
| 13 de septiembre | 18:00 | Cuba    | 3 – 1     | Perú    | 25-21 | 25-16 | 19-25 | 25-17 | -   | 94 – 79          | P2 P3   |

### Final
| Fecha            | Hora  | Partido         | Partido   | Partido  | Set   | Set   | Set   | Set   | Set | Puntuación total | Reporte |
| Fecha            | Hora  |                 | Resultado |          | 1     | 2     | 3     | 4     | 5   | Puntuación total | Reporte |
| ---------------- | ----- | --------------- | --------- | -------- | ----- | ----- | ----- | ----- | --- | ---------------- | ------- |
| 13 de septiembre | 15:00 | Rep. Dominicana | 3 – 1     | Colombia | 24-26 | 27-25 | 25-23 | 25-11 | -   | 101 – 85         | P2 P3   |

## Clasificación final
| Pos. | Equipo               |
| ---- | -------------------- |
| 1    | República Dominicana |
| 2    | Colombia             |
| 3    | Cuba                 |
| 4    | Perú                 |
| 5    | México               |
| 6    | Argentina            |
| 7    | Costa Rica           |
| 8    | Trinidad y Tobago    |

## Distinciones individuales
Fuente: NORCECA
| Distinción        | Nombre            | Equipo               |
| ----------------- | ----------------- | -------------------- |
| MVP               | Brayelin Martínez | República Dominicana |
| Máxima Anotadora  | Brayelin Martínez | República Dominicana |
| Mejor Ataque      | Brayelin Martínez | República Dominicana |
| 2.° Mejor Ataque  | Camila Hiruela    | Argentina            |
| Mejor Bloqueo     | Andrea Urrutia    | Perú                 |
| 2.° Mejor Bloqueo | Jineiry Martínez  | República Dominicana |
| Mejor Servicio    | Regla García      | Cuba                 |
| Mejor Armadora    | María Marín       | Colombia             |
| Mejor Recepción   | Camila Gómez      | Colombia             |
| Mejor Defensa     | Camila Gómez      | Colombia             |
| Mejor Líbero      | Camila Gómez      | Colombia             |
| Mejor Opuesta     | Melissa Vargas    | Cuba                 |